# 와타나베 게이고
와타나베 게이고(일본어: 渡邊 啓吾, 2002년 8월 25일~)는 일본의 축구 선수이다.

## 구단 경력
그는 2024년 J1리그의 쇼난 벨마레에 입단했다.